# إمبراطورية جيد
إمبراطورية جيد (بالإنجليزية: Jade Empire) هي لعبة أكشن تقمص الأدوار من تطوير شركة بايوير ونشرتها شركة مايكروسوفت ستوديوز. وصدرت على أجهزة إكس بوكس.

## روابط خارجية
- إمبراطورية جيد على موقع IMDb (الإنجليزية)